# Karstenula philadelphi
Karstenula philadelphi är en svampart som beskrevs av Oudem. 1889. Karstenula philadelphi ingår i släktet Karstenula och familjen Melanommataceae.   Inga underarter finns listade i Catalogue of Life.